# 塩見賢吾
塩見 賢吾（しおみ けんご、1908年3月31日 - 1971年6月4日）は、日本の化学者。東京大学名誉教授、学位は理学博士。専攻は植物栄養化学。

## 来歴
岡山県出身。旧制岡山第一中学（現：岡山県立岡山朝日高等学校）、第六高等学校を経て、1930年（昭和5年）東京帝国大学理学部化学科卒業。台湾総督府工業研究所技師、第一高等学校教授、東京大学教授を経て、東邦大学教授在職中の1971年（昭和46年）逝去。

## 著作
- 「有機化学」(鳩村修と共暫・有斐閣)
- 「ケムス化学」(興野久輝、白井俊明、大木道則と英訳・共立出版)